# Österreichischer Bundesfeuerwehrverband
Der Österreichische Bundesfeuerwehrverband – kurz ÖBFV – ist der Dachverband über die einzelnen Landesfeuerwehrverbände in Österreich. Er ist ein rechtsfähiger Verein mit Sitz in Wien.

## Aufgaben
Die Haupttätigkeit ist die Koordination der Landesverbände. So werden gemeinsam die Baurichtlinien für die Feuerwehrfahrzeuge und die anderen Geräte erarbeitet. Auch allgemeine Ausbildungsrichtlinien für die verschiedenen Sachgebiete werden ausgearbeitet. So wurde erstmals die Ausbildung 2000 vor der Jahrtausendwende erstellt, so dass Feuerwehrmitglieder erstmals österreichweit gleiche Grundausbildung besitzen, was auch eine Grundlage der Anerkennung eines Berufsbild:Feuerwehrmann darstellt.
Er ist auch das gemeinsame Sprachrohr gegenüber dem Bund. So hat der Bundesfeuerwehrverband die Aufgabe sowohl Belange der einzelnen Feuerwehren in ihrer Gesamtheit gegenüber staatlichen Einrichtungen oder anderen Interessengemeinschaften zu vertreten. Das Gleiche gilt auch für die einzelnen Feuerwehrmitglieder. Solche Punkte, die durch den ÖBFV gelöst werden konnten, sind beispielsweise:
- der Feuerwehrführerschein
- die Dreitagesregel bei der Steuerbefreiung von Feuerwehrfesten
- der Versicherungsschutz der einzelnen Feuerwehrmitglieder durch die AUVA.
- der Impfschutz der Feuerwehrleute gegen Hepatitis A und B[1]

Während das Feuerwehrwesen normalerweise Landessache ist, so fällt der Katastrophenschutz in die Kompetenz des Bundes. So obliegt ihm die Koordination der Katastrophenhilfsdienste der Länder. Die überregionale Aufsicht über den FuB-Dienst unterliegt ebenso dem ÖBFV. So hat auch der ÖBFV die Verteilung der Förderungen aus dem Katastrophenfondsgesetz, einem Bundesgesetz über die einzelnen Landesverbände über.
Innerhalb des ÖBFV sind entsprechend der Sachgebiete in den einzelnen Landesfeuerwehrverbänden ebenfalls Fachausschüsse eingerichtet. So wird auch bei der Erstellung der TRVB mitgearbeitet.
Sowohl innerhalb der internationalen Gemeinschaft der Feuerwehren, dem CTIF, als auch der europäischen Feuerwehren, der FEU, gilt der ÖBFV als Vertreter der österreichischen Feuerwehren.

## Aufbau
Der ÖBFV besteht hauptsächlich aus dem vollziehenden Organ, das aus dem Präsidenten und drei Stellvertretern besteht, sowie aus den beschlussfassenden Organen, bestehend aus dem Präsidium, dem Bundesfeuerwehrausschuss und dem Bundesfeuerwehrtag. Während es beim Präsidenten unerheblich ist, ob er aus dem Kreis der Freiwilligen oder der Berufsfeuerwehren kommt, ist festgelegt, dass mindestens ein Stellvertreter aus einer Berufsfeuerwehr rekrutiert.
Daneben existieren beratende Organe, die aus Referaten für die einzelnen Fachgebiete, sowie den Fachausschüssen für die einzelnen Feuerwehrarten bestehen.
Die Delegierten für den Bundesfeuerwehrtag werden von den Landesfeuerwehrverbänden und den Gemeinden mit Berufsfeuerwehren entsandt.

## Geschichte

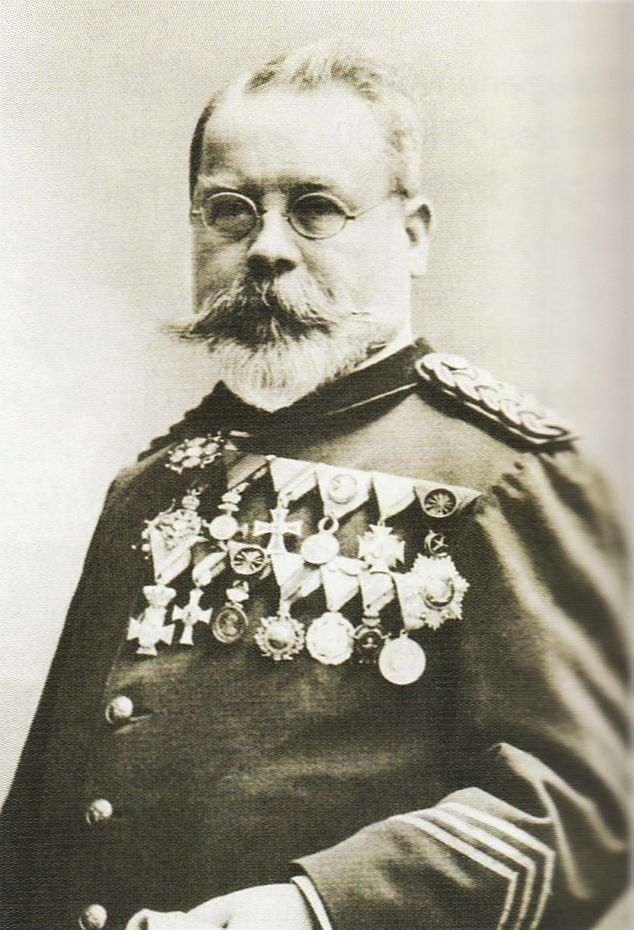
Reginald Czermack, der erste Obmann des neuen Verbandes

Siehe auch: Geschichte der Feuerwehr in Altösterreich

### Vorgängerorganisationen
1889 wurde der Ständige Österreichische Feuerwehr-Ausschuss als Vorgänger des ÖBFV gegründet. Bei der Gründungsversammlung waren die Vertreter der Landesfeuerwehrverbände Niederösterreich, Oberösterreich und Tirol, sowie jeweils der deutsche und der tschechische Verband von Böhmen und Mährisch-Schlesien, während Steiermark und Salzburg entschuldigt waren. Als erster Vorsitzender wurde Reginald Czermack gewählt, von dem auch die Satzungen erstellt wurden. Im Jahr 1900 wurde der Name auf Österreichischer Reichsverband geändert. Auch dem im selben Jahr gegründeten Vorgänger des CTIF, dem Grand Conseil trat man als Gründungsmitglied bei. Den Vorsitz führte Czermack bis 1901.
Weitere Vorsitzende in waren:
- Rudolf M. Rohrer (1901–1903), Mähren
- Karl Schneck (1903–1914), Niederösterreich
- Karl Staudt (1914–1918), Böhmen

Nach dem Ersten Weltkrieg wurde den Verbänden in der neu gegründeten Tschechoslowakei wie allen anderen Organisationen der Kronländer der Kontakt zum Österreichischen Ausschuss untersagt. Bis 1920 änderte sich nichts an den Strukturen des verbliebenen Verbandes. 1920 übernahm Rudolf Lampl den Vorsitz des Österreichischen Reichsverbandes für Feuerwehr- und Rettungswesen und behielt ihn bis 1938. Im Jahr 1935 wurde der Name in Österreichischer Feuerwehrverband geändert. Nach dem „Anschluss“ im Jahr 1938 nannte sich der Verband kurz Österreichischer Landesfeuerwehrverband. Da die Feuerwehr aber insgesamt in der nationalsozialistischen Organisation der Polizei unterstellt wurde, verlor der Verband seine Kompetenz und löste sich Mitte 1938 auf.
Liste der Bezeichnungen
Der Verband wechselte aufgrund der Aufgaben und dem politischen Umfeld mehrmals die Bezeichnung, bevor er 1938 aufgelöst wurde:
| Periode   | Bezeichnung                                                     | Abkürzung |
| --------- | --------------------------------------------------------------- | --------- |
| 1889–1900 | Ständiger Österreichischer Feuerwehr-Ausschuss                  | StÖFA     |
| 1900–1917 | Österreichischer Feuerwehr-Reichsverband                        | ÖFRV      |
| 1917–1930 | Österreichischer Reichsverband für Feuerwehr- und Rettungswesen | ÖRVFRw    |
| 1930–1935 | Österreichischer Verband für Feuerwehr- und Rettungswesen       | ÖVFRw     |
| 1935–1938 | Österreichischer Feuerwehrverband                               | ÖFV       |

### Der heutige ÖBFV
Nach dem Zweiten Weltkrieg begann man mit einer Tagung vom 19. bis zum 21. November 1945 in Salzburg, die österreichweite Zusammenarbeit im Feuerwehrwesen zu organisieren. Am 19. November 1948 wurde der heutige ÖBFV im Rahmen eines konstituierenden Bundesfeuerwehrtages in Wien gegründet. Der erste Präsident war Josef Holaubek, der dies bis 1972 blieb. Von 1961 bis 1980 war er weiters Präsident des Internationalen technischen Komitees für vorbeugenden Brandschutz und Feuerlöschwesen CTIF.

## Präsidenten des ÖBFV
Der Präsident des ÖBFV wird alle vier Jahre vom Bundesfeuertag gewählt. Traditionell wird einer der Landesfeuerwehrkommandanten gewählt.
Im Gegensatz zu den Landeskommandanten sind die Präsidenten nicht an die Altersgrenze von 65 Jahren gebunden. Die Präsidenten können daher auch älter als 65 Jahre sein. Ein Beispiel war Sepp Kast, der erst im Alter von 70 Jahren von seiner Funktion zurücktrat.

Dienstgradabzeichen des Präsidenten

Die Präsidenten des ÖBFV führen den höchsten Dienstgrad der Feuerwehr, der dem Dienstgrad eines Generalleutnants beim Bundesheer entspricht.
- 1948–1972 Josef Holaubek (Wien)
- 1972–1976 Ferdinand Heger (Niederösterreich)
- 1976–1978 Ladislaus Widder (Burgenland)
- 1978–1988 Sepp Kast (Niederösterreich)
- 1988–1999 Erwin Nowak (Niederösterreich)
- 1999–2008 Manfred Seidl (Burgenland)
- 2008–2012 Josef Buchta (Niederösterreich)
- 2012–2022 Albert Kern (Steiermark)
- seit 2022 Robert Mayer (Oberösterreich)[5]

Vizepräsidenten sind derzeit Mario Rauch aus Wien, Rudolf Robin aus Kärnten und Günter Trinker aus Salzburg.

## Leistungsbewerbe

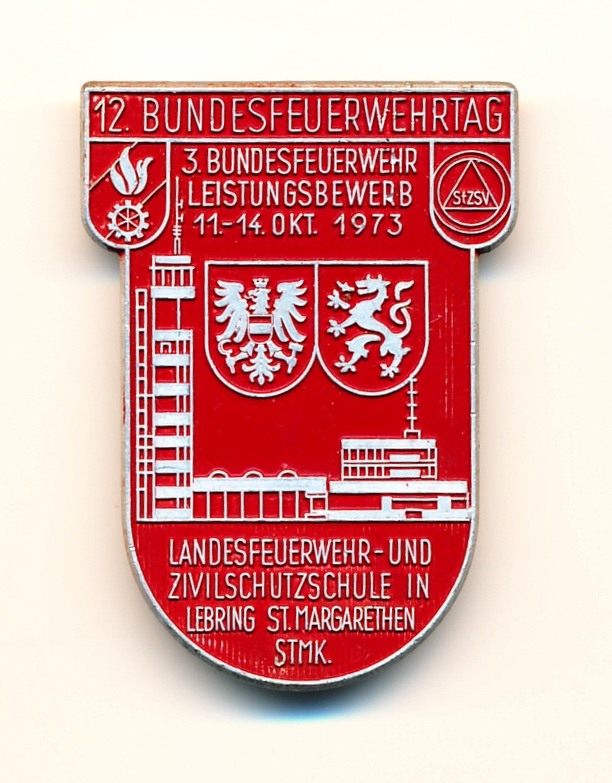
Bundesfeuerwehrleistungsbewerb 1973

Seit 1964 führt der ÖBFV Feuerwehrleistungsbewerbe auf nationaler Ebene durch.
Im Gegensatz zu den Bundesländern, wo diese jährlich (bzw. zweijährig in Salzburg) abgehalten werden, finden sie auf Bundesebene nur alle fünf Jahre statt. Dabei werden Staffellauf und Löschangriff durchgeführt.
Der ÖBFV war auch maßgeblich an der Organisation der in Österreich stattfindenden internationalen Bewerbe des CTIF beteiligt.

## Printmedien
Das offizielle Printmedium des ÖBFV ist seit 2016 die 10× pro Jahr erscheinende Zeitschrift FEUERWEHR.AT, die mit einer Auflage von 10.000 Exemplaren erscheint (vormals Die Österreichische Feuerwehr).  Seit Jänner 2019 beinhaltet FEUERWEHR.AT auch die offiziellen Mitteilungen des Kärntner Landesfeuerwehrverbandes als Beilage mit dem Namen KÄRNTNER FEUERWEHR.